# Jean-Guillaume Bernard Vauquelin
Jean-Guillaume Bernard Vauquelin né le 24 février 1748 à Rouen et mort le 11 janvier 1823 à Rouen, est un architecte français.

## Biographie
Fils d’un maitre menuisier sculpteur de Rouen, Vauquelin montra de bonne heure d’heureuses dispositions pour l’art du dessin. Il obtint plusieurs prix à l’Académie de sa ville natale et poursuivit l’étude de l’architecture. On lui doit, entre autres constructions, celle du château de Bouville, celle de l’église de l’hospice général de Rouen, commencé en 1765, ainsi que de nombreux plans et restaurations de monuments anciens. Louis-Jacques Grossin de Bouville partageait les mêmes goûts que Vauquelin pour le style néo-classique, et c'est tout naturellement qu'il lui confia le projet d'un grand château. Pour commémorer la pose de la première pierre en 1780, Vauquelin fit graver une estampe qui représente la façade. Elle montre une forte influence du style néo-antique, comme au château de Bénouville près de Caen. Sans tour, sans toiture, d'une ordonnance très classique, un portique dorique à colonnes ioniques ornait cette façade en pierres blanches taillées. Mis sous séquestre après l'exil du jeune comte en 1791, le château fut vendu par l'administration pour être ensuite revendu en pièces détachées.  
Vauquelin était membre du conseil des bâtiments civils et faisait partie de l'Académie des sciences, belles-lettres et arts de Rouen, où il avait fait lecture de plusieurs mémoires sur les différents genres d'architecture. En 1792, il fut l'un des fondateurs de la Société libre d'émulation de la Seine-Inférieure. Il termina sa carrière à Rouen en 1823.
Après son décès, ses biens de sa maison boulevard Beauvoisine sont vendus du 24 au 26 février 1823.

## Publications
- Essai historique sur l’Architecture, lu à la séance publique de l’Académie en 1809.
- Notices biographiques sur Jean-Baptiste Le Brument, Jean-Louis Bouet, architectes, et Marin-Nicolas Jadoulle, sculpteur.